# 王璠 (成化進士)
王璠（？—？），字廷瑞，陕西巩昌府寧遠縣（今甘肃武山縣）人。明朝政治人物。

## 生平
成化十九年（1483年）癸卯科陕西鄉試舉人。成化二十年（1484年）甲辰科三甲二十名進士。丁父憂歸，服闋，授户部主事，监督臨清水次倉，进员外郎，丁继母艰，服闋，进郎中，奉敕总理遼東粮储兼管屯种。回京后補貴州司，奉敕儹運漕河。弘治十二年（1499年）十月升山西布政司左參議，分守冀北道，十四年十二月以考察不谨冠带闲住，十五年四月上疏自辩，不报。。武宗時南游江淮，居住于女婿兵部郎中儲洵家，未幾以病卒，年五十三。

## 家族
曾祖王仲榮；祖王興；父王永昇，舉景泰癸酉舉人，授河间府知事。母賈氏，贈太宜人；继母徐氏。具庆下。